# Astrid Lew Yan Foon
Astrid Lew Yan Foon (* 15. August 2005) ist eine französische Tennisspielerin.

## Karriere
Lew Yan Foon spielt vorrangig Turniere der ITF Women’s World Tennis Tour, auf der sie bislang einen Titel im Einzel und zwei im Doppel gewonnen hat.
2022 erhielt sie eine Wildcard für das Hauptfeld im Juniorinneneinzel der French Open, verlor dort aber bereits in der ersten Runde gegen Annabelle Xu mit 2:6, 6:4 und 6:75. Im Juniorinnendoppel erreichte sie mit ihrer Partnerin Jenny Lim das Achtelfinale.
2023 erhielt sie bei den French Open wieder eine Wildcard für das Hauptfeld im Juniorinneneinzel und konnte mit Siegen über Ariana Anazagasty-Pursoo und Malak El Allami ins Achtelfinale einziehen, wo sie dann gegen Lucciana Pérez Alarcón mit 4:6 und 5:7 verlor. Im Juniorinnendoppel verlor sie an der Seite von Sarah Iliev bereits ihr Auftaktmatch. Ende Mai qualifizierte sie sich für das Hauptfeld im Dameneinzel der mit 60.000 US-Dollar dotierten Open Saint-Gaudens 31 Occitanie, wo sie aber in der ersten Runde gegen Victoria Jiménez Kasintseva mit 1:6 und 3:6 verlor. Bei den Open International Féminin de Montpellier erreichte sie das Achtelfinale. Ende Juli ewann sie ihren ersten ITF-Titel im Doppel.
2024 erhielt sie im Februar eine Wildcard für das Hauptfeld im Dameneinzel der Engie Open de l’Isère, wo sie das Achtelfinale erreichen konnte. Mitte März konnte sie ihren zweiten ITF-Titel im Doppel gewinnen.

## Turniersiege

### Einzel
| Nr. | Datum           | Turnier  | Kategorie | Belag     | Finalgegnerin | Ergebnis     |
| --- | --------------- | -------- | --------- | --------- | ------------- | ------------ |
| 1.  | 12. Januar 2025 | Monastir | ITF W15   | Hartplatz | Lara Schmidt  | 3:0, Aufgabe |

### Doppel
| Nr. | Datum         | Turnier    | Kategorie | Belag | Partnerin       | Finalgegnerinnen                      | Ergebnis          |
| --- | ------------- | ---------- | --------- | ----- | --------------- | ------------------------------------- | ----------------- |
| 1.  | 22. Juli 2023 | Casablanca | ITF W15   | Sand  | Marie Mettraux  | Alessandra Teodosescu Federica Urgesi | 7:64, 7:65        |
| 2.  | 16. März 2024 | Gonesse    | ITF W15   | Sand  | Émeline Dartron | Tilwith Di Girolami Laïa Petretic     | 3:6, 6:0, [13:11] |